# モンテカルロ (イタリア)
モンテカルロ（伊: Montecarlo）は、イタリア共和国トスカーナ州ルッカ県にある、人口約4,400人の基礎自治体（コムーネ）。

## 地理

### 位置・広がり
ルッカ県東南部に位置する。

#### 隣接コムーネ
隣接するコムーネは以下の通り。括弧内のPTはピストイア県所属を示す。
- アルトパーショ
- カパンノリ
- キエジーナ・ウッツァネーゼ (PT)
- ペーシャ (PT)
- ポルカーリ

### 気候分類・地震分類
モンテカルロにおけるイタリアの気候分類 (it) および度日は、zona D, 1956 GGである。
また、イタリアの地震リスク階級 (it) では、zona 3 (sismicità bassa) に分類される。

## 姉妹都市
- Karlštejn、チェコ 2002年
- Althen-des-Paluds、フランス 2003年
- ミーラウ（イタリア語版）、ドイツ 2006年